# 每英寸像素

上图为一幅200*200像素的图像。如果浏览器的显示比例为100%，显示的图像越小，代表显示器的每英寸像素值越高。

每英寸像素（英語：Pixels Per Inch，縮寫：PPI），又被称为像素密度，是一个表示打印图像或显示器單位長度上像素数量的指数 (並非單位面積的像素量)。一般用来计量电脑显示器，电视机和手持电子设备屏幕的精细程度。通常情况下，每英寸像素值越高，屏幕能显示的图像也越精细。

## 电脑与手机的每英寸像素
电脑与手机屏幕的每英寸像素值取决于尺寸和分辨率，通常指的就是每英寸上的像素点数。
例如一台4:3的15寸显示器，分辨率为1024×768(XGA)，其横向和纵向的像素密度均为每英寸85像素。同样的一台显示器，如果分辨率设置的不同，像素点数也不同。分辨率越高，每英寸像素值也越高。
一台显示器的的像素密度是由显示单元之间的点距决定的。一台显像管或LCD液晶顯示器的像素密度大约是每英寸67至130像素，而现在笔记本电脑的屏幕能达到200每英寸像素，个别产品甚至高达300每英寸像素。
2008年1月，美国高平公司发布了一款0.44英寸的SVGA显示器，其像素密度高达2272PPI，每个像素点之间的点距只有11.25微米。这款显示器未来将应用在眼部成像技术上。
全息摄影对像素密度的要求则更高，因为高密度带来的是更大的画面尺寸和更多的成像角度。最新的空间光调制器每个像素点之间的点距只有2.5微米，像素密度更是高达10,160PPI。

## 屏幕PPI计算公式

### 电脑及手机

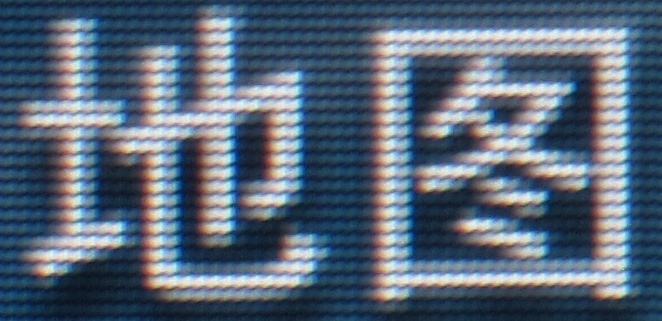
显示“地图”二字的Retina显示屏，其每英寸像素为326PPI。

要计算显示器的每英寸像素值，首先要确定屏幕的尺寸和分辨率。
{\displaystyle PPI={\frac {d_{p}}{d_{i}}}={\frac {\sqrt {w_{p}^{2}+h_{p}^{2}}}{d_{i}}}}
其中，
- {\displaystyle d_{p}}为屏幕对角线的分辨率
- {\displaystyle w_{p}}为屏幕横向分辨率
- {\displaystyle h_{p}}为屏幕纵向分辨率
- {\displaystyle d_{i}}为屏幕对角线的长度(单位为英寸)。

以屏幕尺寸为4吋的iPhone 5为例，分辨率为1136x640，像素密度为326PPI。而分辨率为1920x1080的家用21.5寸显示器，像素密度为103PPI。
另外，由于屏幕的尺寸有时并不代表其实际的大小（例如苹果公司生产的21.5寸iMac电脑实际对角线长度为21.465寸），因此单凭尺寸算得的每英寸像素值会有一定的误差。

### 数码相机

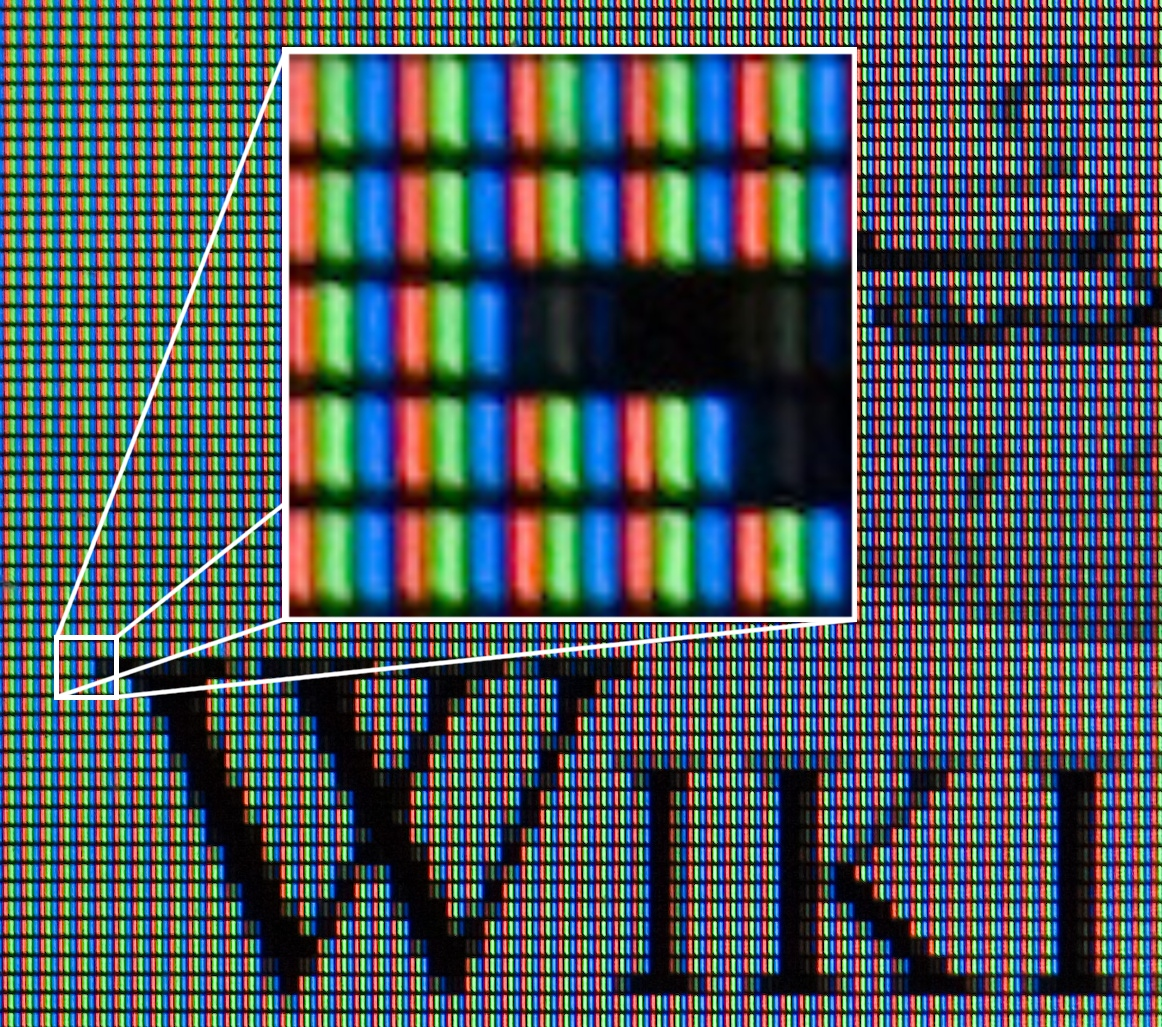
数码相机用点色数来描述螢幕的精细程度，每个像素包含了红绿蓝三个点色数。

与电脑和手机上的显示器不同，数码相机上的屏幕通常不用像素，而是用“点色数”来计算。每一个像素包含了三个点色数，分别是原色：紅色、綠色和藍色。例如。佳能50D相机显示屏有920,000个点色数，即92万色。而通过这个数据，可以推算这块屏幕的像素为307,200个，分辨率为640×480。因为这个区别，相机显示屏的点色数和像素也常常被人混淆。

## 扫描仪和相机
每英寸像素值有时也会用在扫描仪和相机上，此时每英寸像素指的是单位面积上的样本数，其值等于总像素除以CCD传感器尺寸的商。
一台专业的数码单反相机，每英寸像素值只有100-620万像素/平方厘米；而一台普通卡片机的每英寸像素值可以高达2,000-7,000万像素/平方厘米。例如一台2010万像素的Sony α单反相机，每英寸像素值约为620万像素/平方厘米；而一台2040万像素的索尼DSC-HX50卡片机的每英寸像素值为7,000万像素/平方厘米。
也就是说，照相机的每英寸像素值越低，单位面积CCD传感器反映的画面尺寸就越小，成像效果也越好。

## 基于每英寸像素值的屏幕分级
根据屏幕每英寸像素值的不同，Android系统的开发者将平板电脑和手机的屏幕分成五类：
| 名称   | 显示等级     | 每英寸像素值                     |
| ------ | ------------ | -------------------------------- |
| LDPI   | 低等像素密度 | 每英寸大约120像素 (36 x 36 px)   |
| MDPI   | 中等像素密度 | 每英寸大约160像素 (48 x 48 px)   |
| HDPI   | 高等像素密度 | 每英寸大约240像素 (72 x 72 px)   |
| XHDPI  | 极高像素密度 | 每英寸大约320像素 (96 x 96 px)   |
| XXHDPI | 超高像素密度 | 每英寸大约480像素 (144 x 144 px) |

其中最后一项XHDPI往往指的是具有类似于苹果Retina显示屏显示效果的屏幕。。不同等级的屏幕显示效果相差颇多，下图为iPhone 3GS和iPhone 4显示效果的对比：

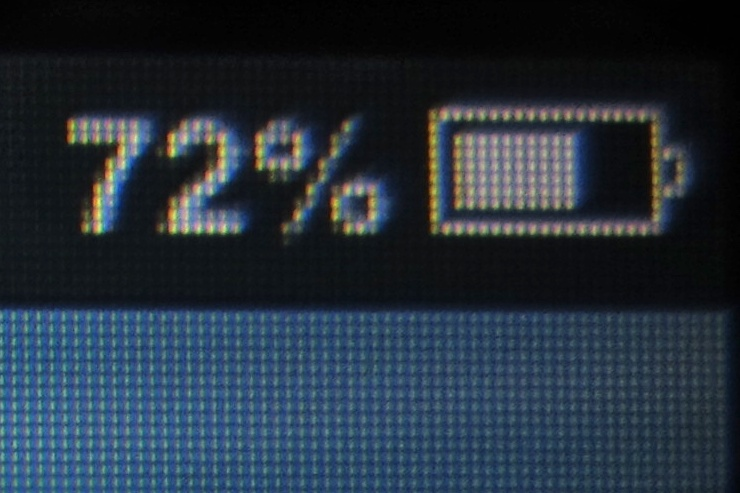
iPhone 3GS (160每英寸像素，MDPI)
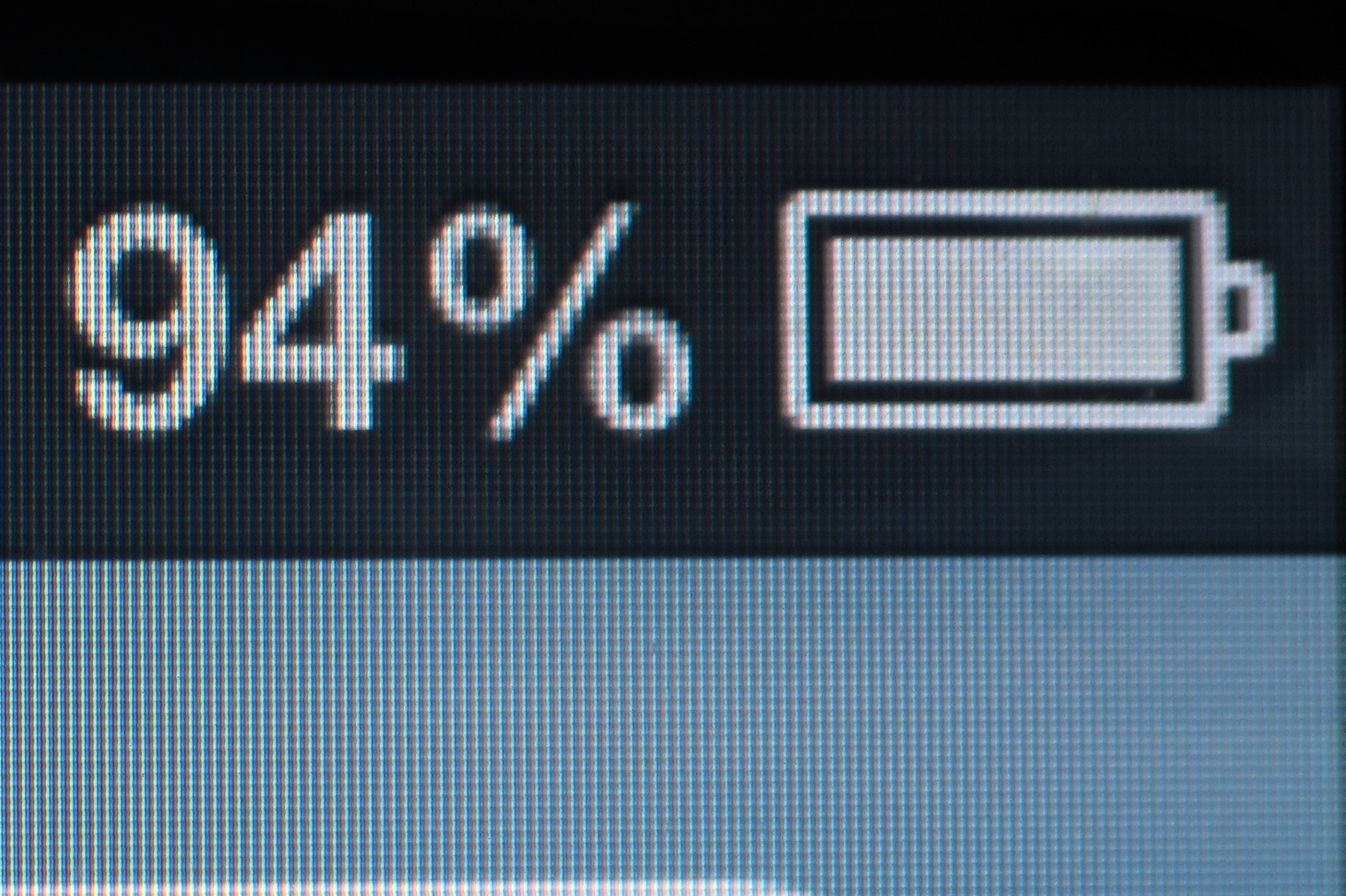
iPhone 4 (326每英寸像素，XHDPI)